# Homogene Kompressionszündung
Homogene Kompressionszündung (engl. Homogeneous Charge Compression Ignition (HCCI), Controlled Auto Ignition (CAI) oder Combined Combustion System (CCS)) bezeichnet das Konzept für einen Motor, bei dem die Verbrennung eines homogenen Gemisches, infolge sehr hoher Verdichtung, gleichzeitig im gesamten Brennraum erfolgt. Ziele dieser Entwicklung sind die Senkung des Verbrauches und des Schadstoffausstoßes. Diese Technik kombiniert Vorteile aus der Diesel- und Benzintechnik.

## Herausforderung
Mit dieser Motortechnik sollen die Vorteile des Dieselmotors und Ottomotors vereint werden, jedoch stehen dem auch Herausforderungen entgegen:
- Selbstzünder (Dieselmotor): Dieselmotoren zeichnen sich durch eine gute Kraftstoffausnutzung und dadurch geringen Kraftstoffverbrauch aus. Nachteilig am Dieselmotor ist die hohe Masse des Motors bei geringer Leistung sowie erhöhter Konstruktions- und Fertigungsaufwand. Die Abgasreinigung des Dieselmotors ist aufwändig, da er einspritzdruckbedingt einen erhöhten Rußpartikelausstoß hat und des überstöchiometrischen Gemisches wegen nicht mit dem Drei-Wege-Katalysator zusammen funktioniert.
- Ottomotor: Ottomotoren können mit einer höheren Drehzahl betrieben werden, weshalb sie mehr Leistung bei weniger Masse, Konstruktionsaufwand und Herstellungskosten als Dieselmotoren bieten. Der größte Nachteil des Ottomotors ist die schlechte Kraftstoffausnutzung, was zu erhöhtem Kraftstoffverbrauch und schlechtem Abgasverhalten führt, wobei jedoch die Abgasreinigung einfach zu realisieren ist, da in Betriebsbereichen mit stöchiometrischem Gemisch Schadstoffe mittels Drei-Wege-Katalysator umgewandelt werden können.

## Funktionsweise
Die Zündung wird bei geringer und hoher Last wie beim Ottomotor üblich über Fremdzündung eingeleitet. Im mittleren Leistungsbereich wird die Gemischverbrennung durch HCCI eingeleitet. Eine elektrisch gesteuerte Nockenwellenverstellung regelt die erweiterte Ventilsteuerung. Des Weiteren werden nach Bedarf Direkteinspritzung, Kompressor- oder Turboaufladung und eine variable Verdichtung verwendet.
Ein HCCI-Motor arbeitet mit einem homogen (gleichmäßig) verteilten Gemisch aus Kraftstoff und Luft unter sehr hohem Druck. Die Zündung wird durch die bei der Verdichtung steigende Temperatur (und gegebenenfalls im Brennraum verbleibende Radikale) ausgelöst. Diese Selbstzündung ist anders als beim konventionellen Ottomotor erwünscht und Grundlage des Prinzips, weshalb im HCCI-Bereich eine Zündung durch die Zündkerze nicht benötigt wird. Da der HCCI-Betrieb nur im Teillastbereich möglich ist, ist bei Motoren für Ottokraftstoff für einen Mischbetrieb dennoch eine Zündkerze erforderlich.
Mit Dieselkraftstoff angetriebene Motoren, die mit dem HCCI-Verfahren arbeiten, laufen im Warmlauf, Leerlauf und bei Volllast im konventionellen Dieselbetrieb und im Teillastbereich nach dem HCCI-Verfahren. Allerdings ist der HCCI-Bereich mit Dieselkraftstoff schwerer zu erreichen als mit Benzin.
Im HCCI-Motor soll die Ladungszusammensetzung so gleichmäßig sein, dass die Verbrennung im gesamten Brennraum gleichzeitig erfolgt. Dieser Vorgang kann über mehrere Motorparameter geregelt werden. Unbedingt zu vermeiden ist eine unkontrollierte Verbrennung, weil diese zu einer klopfenden Verbrennung mit einem hohen Druckgradienten führt. Dies kann den Motor beschädigen und ist zudem akustisch störend. Zur Leistungsregelung und zur Reduzierung der Verbrennungsgeschwindigkeit kann eine innere oder äußere Abgasrückführung eingesetzt werden; dadurch lässt sich in einem gewissen Umfang die Verbrennungslage kontrollieren. Bei Ottomotoren wird in der Regel eine innere Abgasrückführung eingesetzt, um die Zündung des klopffesten Kraftstoffes durch freie Radikale zu beschleunigen. Beim Dieselmotor wird Abgas gekühlt und dann zurückgeführt, um die chemische Reaktion zu verlangsamen, da die niedrigere Temperatur die hohe Zündwilligkeit von Dieselkraftstoff ausgleicht.
Es entstehen sehr hohe Drucksteigerungsraten und Spitzendrücke, weil sich das gesamte Kraftstoff-Luftgemisch fast gleichzeitig umsetzt. Volllast, aber auch höhere Teillast kann so nicht gefahren werden, weil dies die Bauteile des Motors zu hoch beanspruchen würde.
Schadstoffe wie NOx und Rußpartikel lassen sich durch die homogene Kompressionszündung im Motor fast vollständig vermeiden. Daher kann man gegebenenfalls auf Abgasnachbehandlungssysteme verzichten. Gleichzeitig wird bei höherer Verdichtung der Wirkungsgrad erhöht.
Die Emissionen von Kohlenstoffmonoxid und unverbrannten Kohlenwasserstoffen lassen sich jedoch nicht vermeiden und sind erhöht.
Das Kompressionsverhältnis ist dabei stets ein Kompromiss und vom Kraftstoff sowie dem gewählten Betriebspunkt abhängig. Der ideale Kraftstoff für den HCCI-Betrieb weicht von den bisher gehandelten Kraftstoffen ab. Jedoch können die bisherigen Kraftstoffe (Benzin und Diesel) entweder gemischt werden oder es werden Additive verwendet.

## Forschung
Weltweit erforschen Unternehmen und Universitäten die Möglichkeiten eines Motors mit homogener Kompressionszündung. Ziel ist es unter anderem, den Betriebsbereich der homogenen Kompressionszündung zu vergrößern, die Leistungsregelung und den Fahrkomfort zu verbessern und Emissionen zu verringern.

## Der Prototyp Diesotto
Der Diesotto-Motor (auch Combined Combustion System oder Combined Combustion Engines) ist eine Mercedes-Benz-spezifische Bezeichnung für Motoren mit homogener Kompressionszündung.
Technische Spezifikationen des Versuchsmotors der Daimler AG:
- Hubraum: ca. 1800 cm³
- Leistung: ca. 175 kW (238 PS)
- Drehmoment: ca. 400 Nm
- Verbrauch: ca. 5,3 Liter/100 km (Super plus)

Der Diesotto-Motor wurde 2007 erstmals im Forschungsfahrzeug Mercedes-Benz F 700 gezeigt.

## Serieneinsatz
Honda verwendete für Zweitaktmotoren ein Activated Radical Combustion
genanntes homogenes Kompressionszündungsverfahren, das im Teillastbereich das Gemisch ohne Fremdzündung zündet. Das wird durch eine Auslasssteuerung erreicht, die als wesentliches Sensorelement einen Klopfsensor besitzt.
Seit 2019 ist serienmäßig der Mazda3 auch mit Skyactiv-X-Motor bestellbar, der nach dem SPCCI-System (Spark Controlled Compression Ignition) arbeitet.

## Historisches
Als erster HCCI-Motor gilt, von den Selbstzünder-Modellmotoren abgesehen, der Lohmann-Hilfsmotor von 1949. Hier wurde der HCCI-Betrieb über eine variable Verdichtung erreicht.